# بلندی‌های بادگیر (فیلم ۲۰۲۶)
بلندی‌های بادگیر (انگلیسی: Wuthering Heights) فیلم درام آمریکایی به نویسندگی، کارگردانی و تهیه‌کنندگی امرالد فنل است. این فیلم اقتباسی از رمان سال ۱۸۴۷ اثر امیلی برونته است و مارگو رابی و جیکوب الوردی در آن ایفای نقش می‌کنند. این فیلم در ۱۳ فوریه ۲۰۲۶ در ایالات متحده توسط برادران وارنر پیکچرز منتشر خواهد شد.

## بازیگران
- مارگو رابی در نقش کاترین ارنشاو
- جیکوب الوردی در نقش هیت‌کلیف
- شازاد لطیف در نقش ادگار لینتون
- هانگ چائو در نقش نلی دین

## تولید
در ژوئیه ۲۰۲۴، امرالد فنل اعلام کرد که قصد دارد اقتباسی از رمان بلندی‌های بادگیر را بنویسد و کارگردانی کند. در سپتامبر ۲۰۲۴، مارگو رابی و جیکوب الوردی برای نقش‌های اصلی انتخاب شدند و رابی همچنین تهیه‌کنندگی فیلم را بر عهده گرفت. در اکتبر، نتفلیکس ۱۵۰ میلیون دلار برای خرید حقوق توزیع فیلم پیشنهاد داد. فنل و رابی نسبت به این پیشنهاد مردد بودند چون می‌خواستند فیلم را به صورت سینمایی اکران کنند و کمپین تبلیغاتی بزرگی برای آن راه بیندازند. در نهایت، برادران وارنر پیکچرز با پیشنهاد ۸۰ میلیون دلاری که پایین‌تر از پیشنهاد نتفلیکس بود، در مزایده برای خرید حقوق فیلم پیروز شد. این کمپانی تضمین کرد که فیلم به صورت سینمایی اکران می‌شود و بودجه زیادی برای تبلیغات در نظر گرفته خواهد شد. در نوامبر ۲۰۲۴، هانگ چائو، آلیسون اولیور و شازاد لطیف به جمع بازیگران پیوستند.

### فیلم‌برداری
تصویربرداری اصلی در ژانویه ۲۰۲۵ در انگلستان آغاز شد و لینوس ساندگرن به عنوان مدیر فیلم‌برداری انتخاب شد.

## انتشار
بلندی‌های بادگیر قرار است در ۱۳ فوریه ۲۰۲۶ در ایالات متحده اکران شود.